# Nate Carr
Nate Carr (n. 24 iunie 1960, Erie, Pennsylvania, SUA) este un luptător ce a reprezentat Statele Unite ale Americii, medaliat olimpic. A participat la o ediție a Jocurilor Olimpice (1988) în care a câștigat o medalie de bronz.

## Participări
Lista de mai jos prezintă principalele competiții la care a participat Nate Carr de-a lungul carierei.
- wrestling at the 1988 Summer Olympics – men's freestyle 68 kg[*]